# Jean-Baptiste Vercellin
Jean Baptiste Vercellin (francisation de Giovanni Battista Vercellino) né à Verceil en 1586 mort à Aoste le 17 mars 1651) est un ecclésiastique piémontais qui fut évêque d'Aoste de 1623 à 1651. L'épiscopat de Jean Baptiste Vercellin est marqué par un grand développement des congrégations religieuses dans la Vallée d'Aoste mais aussi par la grande épidémie de peste de l'année 1630. 

## Biographie
Giovanni Battista Vercellino nait à Verceil en 1586 dans une famille noble locale. Deux de ses frères Guillaume et Jacques sont chanoines du chapitre de la cathédrale. Il devient lui-même chanoine coadjuteur en 1610 puis protonotaire apostolique et chanoine en titre. En 1619 il est appelé par Philibert Milliet devenu cette année-là archevêque de Turin comme vicaire général de l'archidiocèse. Il accompagne ce dernier dans ses visites pastorales à Suse en 1620 et en 1621-1622.
Le 29 octobre 1622 il est nommé évêque d'Aoste siège vacant depuis la mort de Ludovic Martini par Charles-Emmanuel Ier. Il accompagne à Rome l'envoyé chargé de solliciter sa confirmation auprès du Pape Grégoire XV. Bien que son élévation soit acceptée par le Souverain pontife le 13 février 1623, Il demeure au Saint-Siège comme représentant de la cour de Turin afin d'assurer l'intérim de l'ambassade piémontaise. Il est enfin consacré le 14 mai 1623 dans la basilique Sainte-Marie-Majeure par le cardinal Pietro Vallieri archevêque de Candie assisté de Benedetto Bragadin archevêque de Corfou et Federico Baldissera Bartolomeo Cornaro évêque de Bergame. Il entre à Aoste le 21 septembre 1623. 
Il choisit comme vicaires généraux en 1628 son compatriote de Verceil Giovanni Antonio Avogadro di Valdengo et un valdôtain Humbert de Lostan qui devient prévôt de la cathédrale d'Aoste. Paul Dégioz de Valsavarenche en 1630 et Jean-Pantaléon Cerise en 1632, et enfin Jean Louis Des Bernards († 1663) de  La Thuile protonotaire apostolique qui administrera le diocèse d'Aoste comme vicaire capitulaire après le décès de l'évêque jusqu'à la nomination de Antoine Philibert Albert Bailly. L'évêque effectue de nombreuses  visites dans son diocèse particulièrement à Cogne dont il assume traditionnellement le titre de comte. Il est à l'origine de la création de plusieurs paroisses Pontboset démembrée de Champorcher en mars 1625, Bionaz détachée de Valpelline en janvier 1641 Rhêmes-Notre-Dame de Rhêmes-Saint-Georges en juin 1650.
L'évêque doit de plus faire face à l'épidémie de peste « dite de 1630 »qui,  précédée de la famine, dure en réalité de 1629 à 1632 et qui aurait causé la mort de 70 000 personnes dans la Vallée d'Aoste selon l'estimation de Jean-Baptiste de Tillier,. Dix ans après en septembre 1640 une crue de la Doire Baltée et du Buthier ravage la ville d'Aoste. L'évêque, soupçonné d'avoir détourné des fonds recueillis afin de faire une offrande au sanctuaire de Lorette  à la suite de la peste doit, face à une émeute à Aoste éclatée le 1er mai 1644, s'enfuir pendant quelques heures de son évêché . 
L'épiscopat de Jean-Baptise Vercellin est particulièrement marqué par le développement de l'implantation des congrégations religieuses dans la Vallée d'Aoste  avec l'installation de couvents de Frères mineurs capucins  à Morgex  en 1632 et à Châtillon en 1633 mais surtout la fondation du Couvent de l'Ordre de la Visitation à Aoste en 1631 par une noble locale, Cassandre de Vaudan († 1653),  et qui reçoit le 21 septembre 1638 la visite de la fondatrice de l'ordre Sainte Jeanne de Chantal en route pour Rome,l'arrivée à Aoste des chanoinesses de la Congrégation de Notre-Dame-de-Lorraine, originaire de Gray en Franche-Comté en 1642 sur la recommandation de la régente Christine de France. Enfin des  chanoines réguliers de Congrégation de Notre-Sauveur qui prennent la direction du Collège Saint-Bénin en 1643 puis du couvent de Saint-Gilles de Verrès en 1647 que doit quitter le prévôt commendataire de Saint-Gilles Charles Emmanuel Madruzzo Prince évêque de Trente et 8e comte de Challant.
Jean Baptiste Vercellin meurt à Aoste le 17 mars 1651 et il est inhumé dans la crypte de la cathédrale.